# Korzeniewo (województwo kujawsko-pomorskie)
Korzeniewo – wieś w Polsce położona w województwie kujawsko-pomorskim, w powiecie rypińskim, w gminie Rogowo.
W latach 1975–1998 miejscowość administracyjnie należała do województwa włocławskiego.